# Ruby Jerins
Ruby Jerins (New York, 11 november 1998) is een Amerikaanse voormalig jeugdactrice en actrice. 
Jerins is vooral bekend van haar rol als Grace Peyton in de televisieserie Nurse Jackie waar zij in 79 afleveringen speelde (2009-2015).

## Biografie
Jerins is een zus van actrice Sterling. 

## Filmografie

### Films
- 2015 Louder Than Bombs - als Melanie
- 2010 Remember Me – als Caroline Hawkins
- 2010 Shutter Island – als klein meisje
- 2009 Taking Chance – als Olivia Strobl
- 2004 Water – als Mary
- 2001 The Wedding – als bloemenmeisje

### Televisieseries
Uitgezonderd eenmalige gastrollen.
- 2009 – 2015 Nurse Jackie – als Grace Peyton – 79 afl.
- 2006 – 2009 As the World Turns – als Jill Marks – 6 afl.
- 2006 – 2007 Six Degrees – als Eliza Morgan – 11 afl.

- Gemeinsame Normdatei: 1084221470
- International Standard Name Identifier: 0000 0000 8056 6741
- Library of Congress Control Number: no2010101311
- Nationale Bibliotheek van Israël: 987007320369505171
- Système universitaire de documentation: 223424455
- Virtual International Authority File: 122080019
- WorldCat: E39PBJv4ryBV6jBXRkgk64Gj4q